# Zodarion aerium
Zodarion aerium är en spindelart som beskrevs av Simon 1890. Zodarion aerium ingår i släktet Zodarion och familjen Zodariidae. Inga underarter finns listade i Catalogue of Life.